# Les Clées
Les Clées sont une commune suisse du canton de Vaud, située dans le district du Jura-Nord vaudois.

## Géographie

### Localisation
Le centre des Clées est situé à 5 km à vol d'oiseau d'Orbe et à 15 km d'Yverdon-les-Bains. La superficie de 7 km2 du territoire communal au fond des gorges de l'Orbe, le village lui-même étant placé à gauche de la rivière. Le point le plus haut de la commune est à 870 mètres d'altitude au Pré Caraudy, à l'ouest. À l'est s'étend la réserve naturelle des Gorges de l'Orbe et au nord-ouest une partie de la forêt La Chassagne.
La Russille est un village appartenant à la commune des Clées, situé à 692 mètres d'altitude au-dessus de la Chassagne.
En 1997, 5 % du territoire est constitué de terrain constructible et 70 % de forêts ; les 24 % restants sont consacrés à l'agriculture et 1 % sont improductifs.
Les communes voisines des Clées sont Agiez, Bretonnières, Premier, Vallorbe, Ballaigues, Lignerolle, L'Abergement, Sergey et Montcherand.

### Village de La Russille

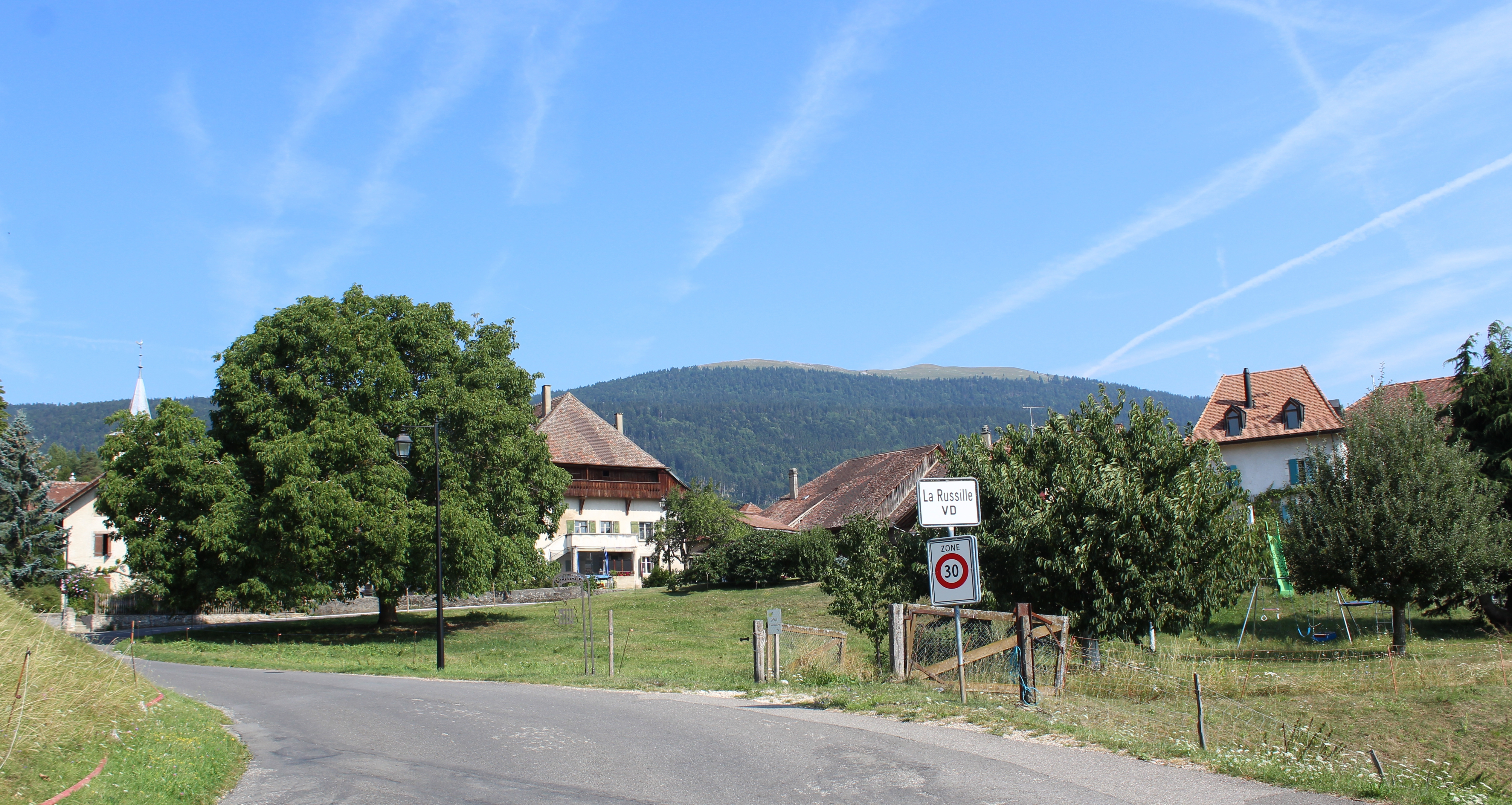
Entrée du hameau.
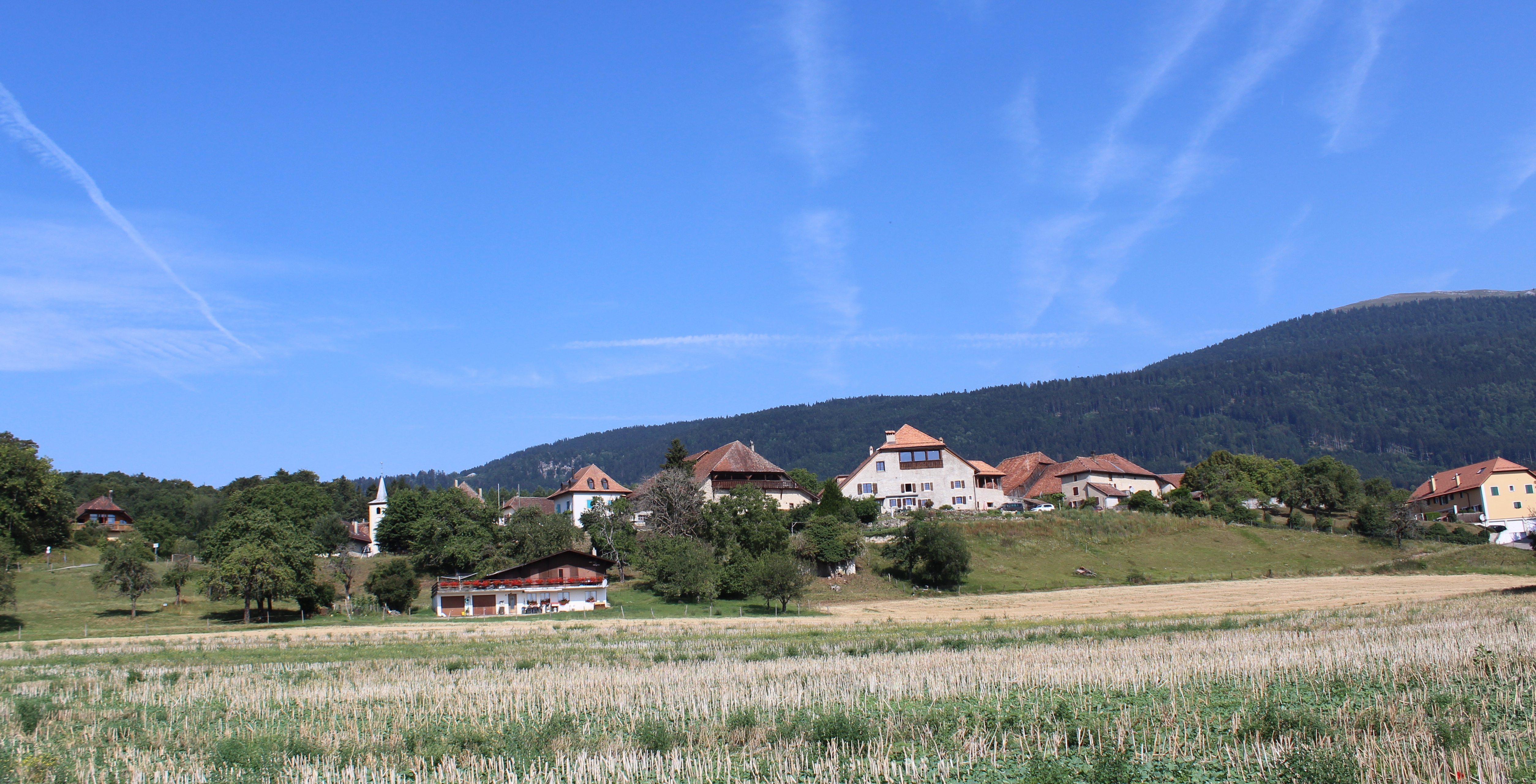
Panorama du hameau au pied du Suchet.
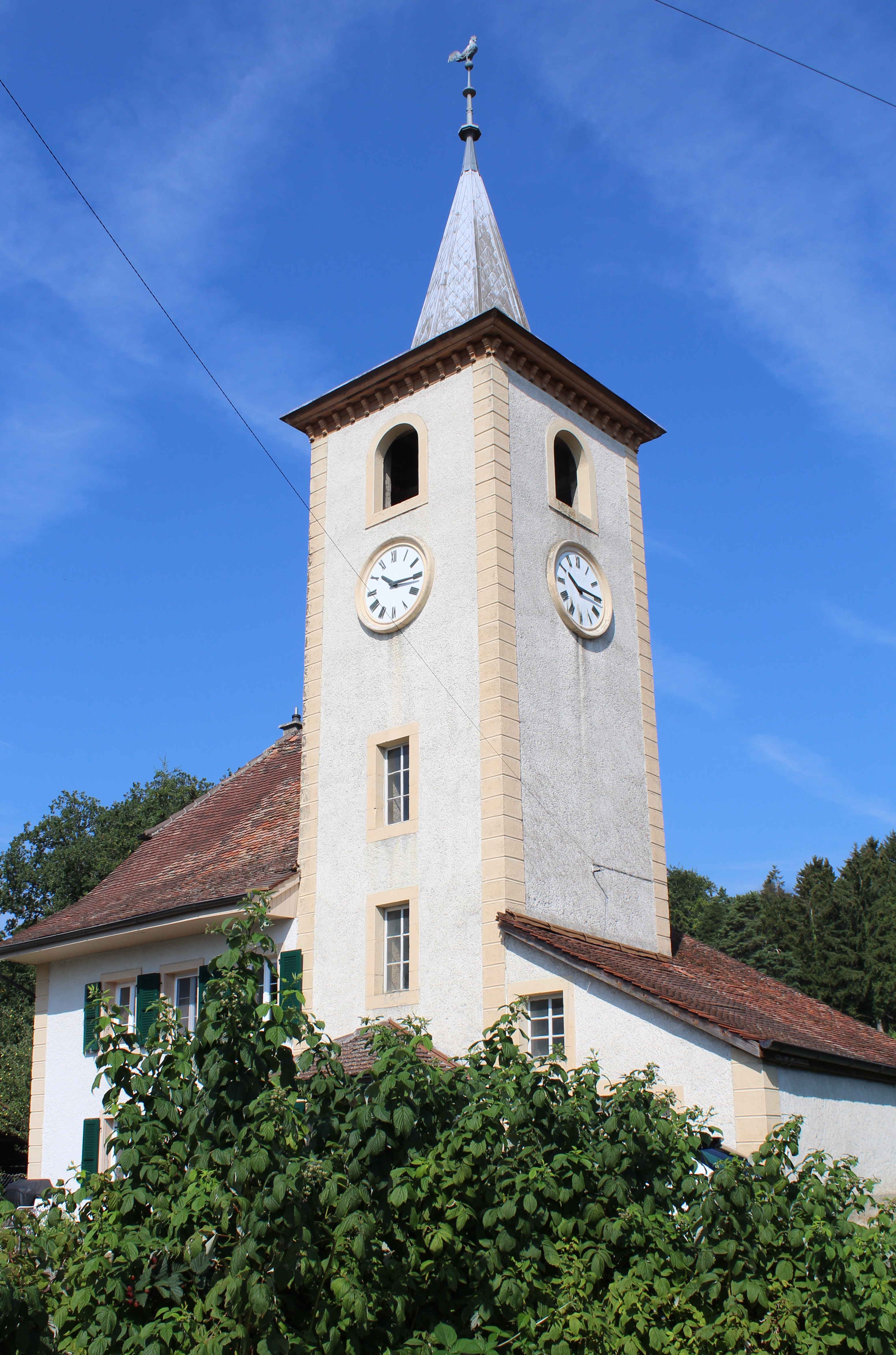

## Histoire
En 1232, le comte de Genève, Guillaume II, prête hommage, pour le château et la seigneurie, auprès du duc de Bourgogne, Hugues IV.
Le château est construit près d'un pont, qui est un ancien lieu de passage dans les gorges de l'Orbe et le seul pont entre la ville d'Orbe et Vallorbe. Le pont date de 1764.

## Population

### Surnoms
Les habitants de la commune sont surnommés les Bourdons (en raison de la position géographique de la commune, située dans un creux comme les nids de bourdons), Les Moucherons, Les Moustiques et les Brûle-Chèvre sur la porte du cimetière.

### Démographie
Les Clées font partie des petites communes du canton de Vaud. Les habitants sont francophones à 94,2 %, germanophones à 3,9 % et serbo-croate à 1,3 %. La population s'élevait à 222 habitants en 1850, 228 habitants en 1900 et en raison d'un exode massif, la commune n'enregistrait plus que 115 habitants en 1970.

## Économie
Le village des Clées est marqué par l'agriculture et l'élevage. Du fait de sa grande forêt, l'industrie du bois est importante aux Clées. Beaucoup d'actifs sont des travailleurs pendulaires, qui travaillent notamment à Yverdon-les-Bains, Vallorbe, Ballaigues et Lausanne.

## Monuments
La commune compte sur son territoire les ruines d'un château, classé comme bien culturel d'importance nationale. 

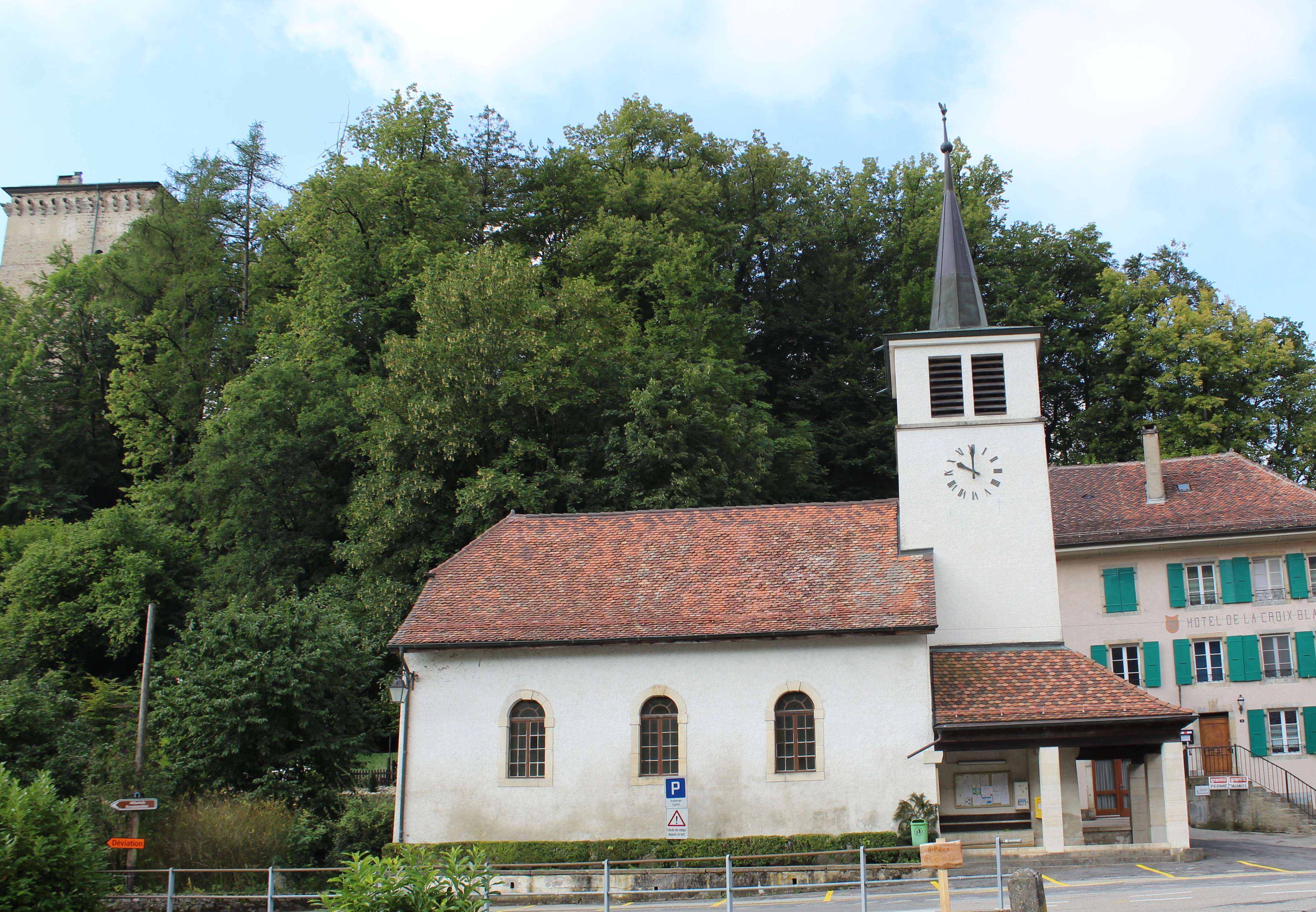
Le temple.
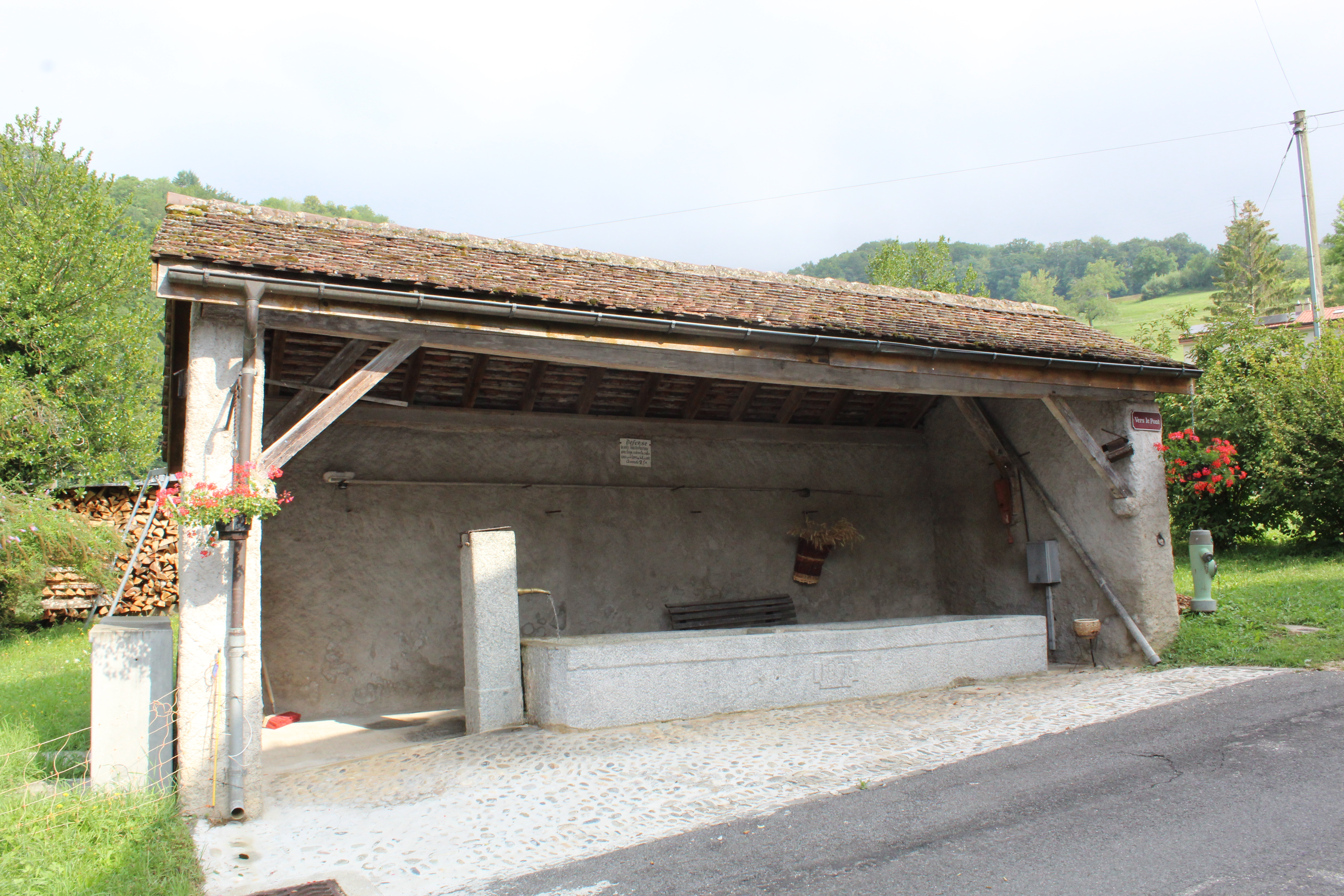
L'abreuvoir.

## Tourisme
Les gorges de l'Orbe offrent de nombreuses possibilités de randonnées et une curiosité : les marmites creusées dans les rochers.

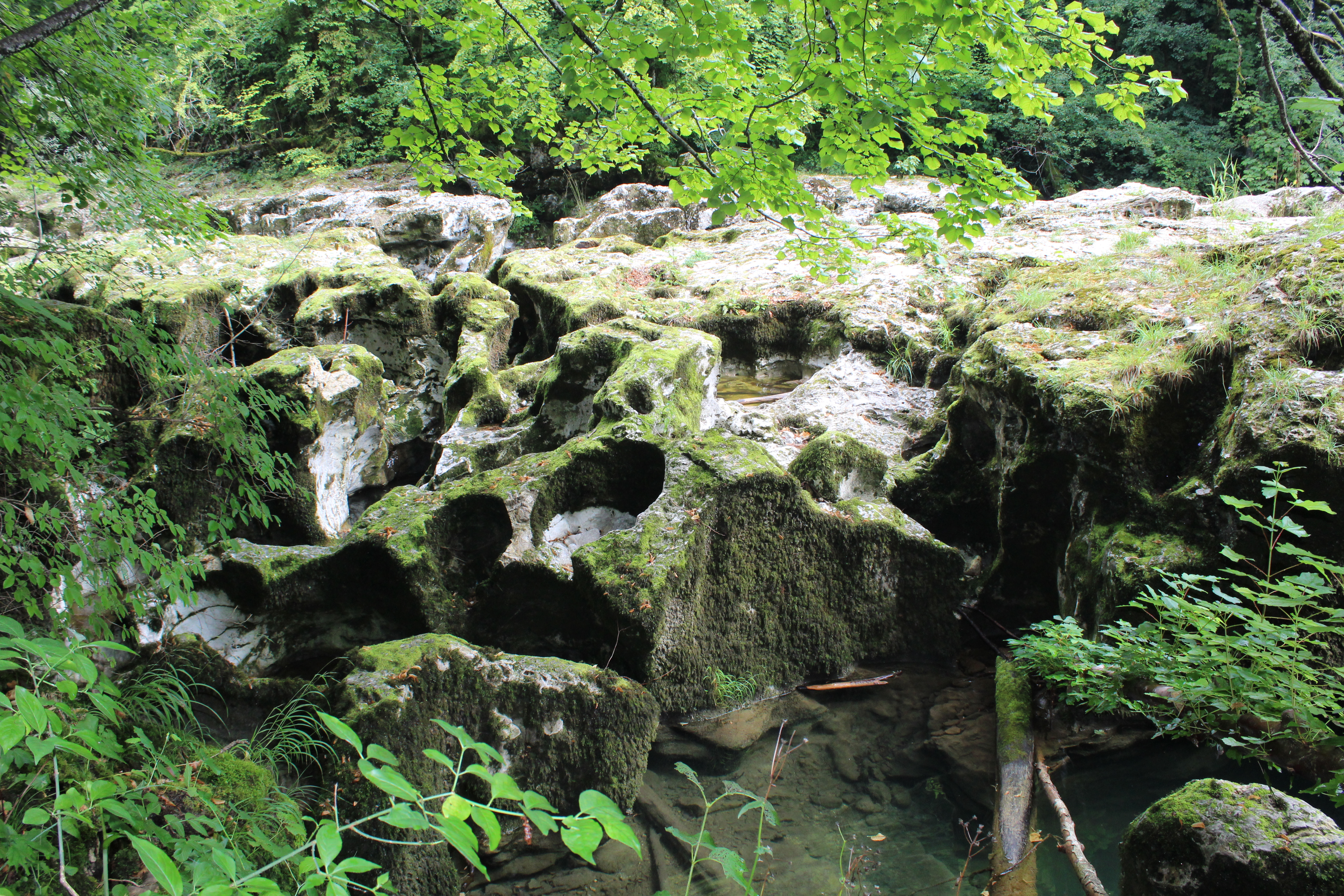
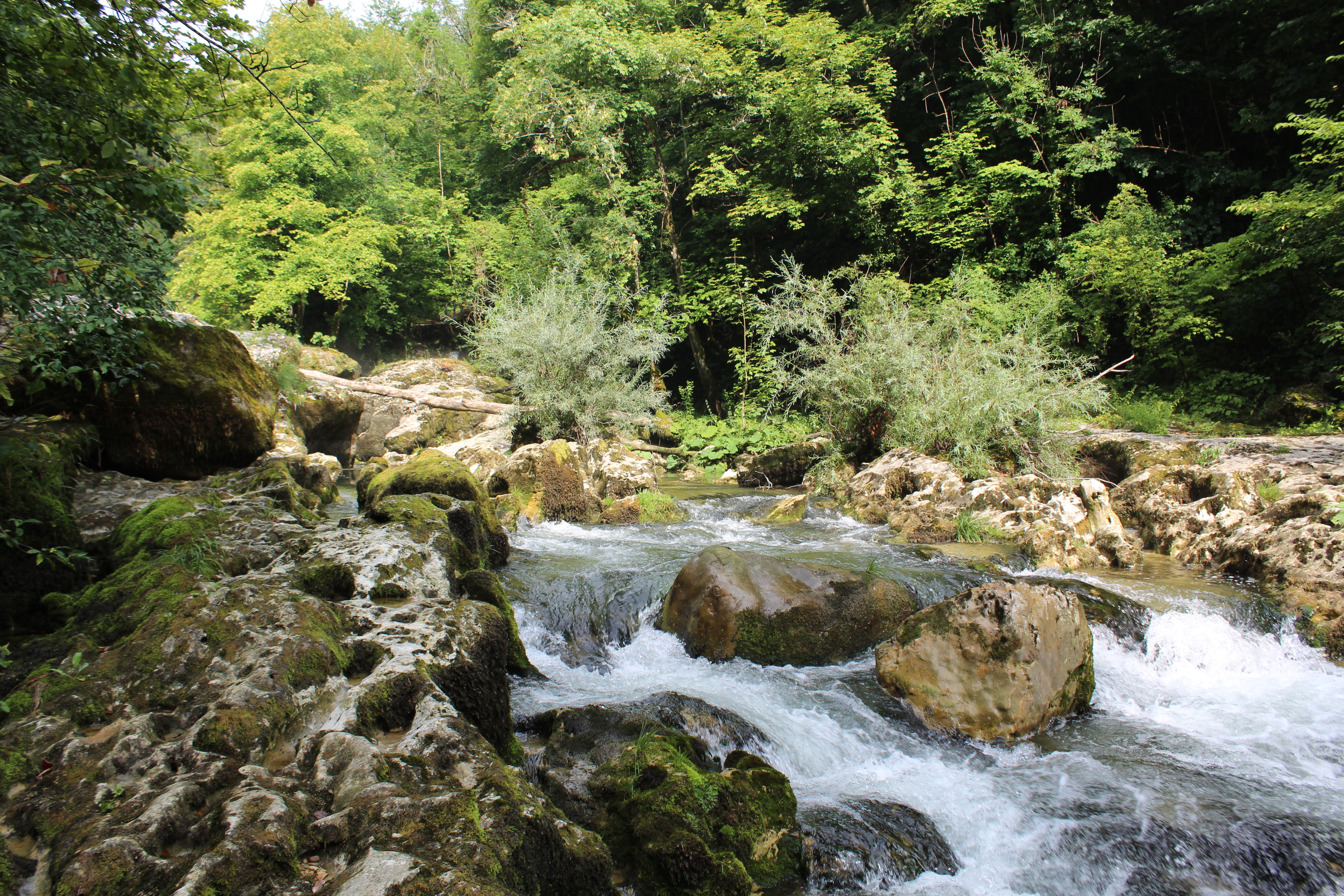
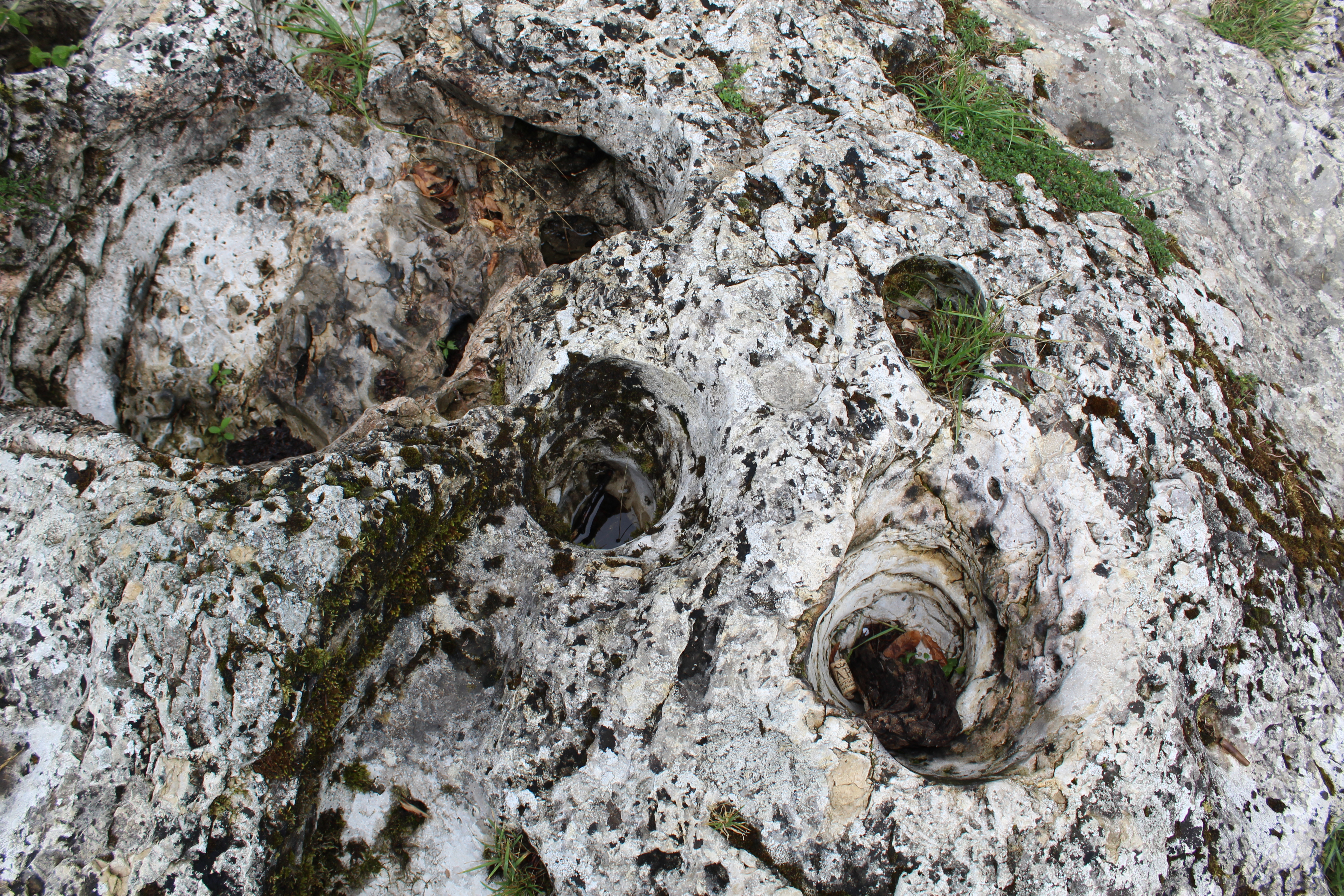
Les marmites.

## Transports
La commune est située un peu à l'écart de la route principale H9 entre la Sarraz et Vallorbe. L'autoroute A9 Lausanne-Vallorbe est située sur la commune. La société de bus TRAVYS dessert régulièrement la commune avec un arrêt à proximité du hameau de La Russille.
- Route principale H9 : Vallorbe - Lausanne - Vevey - Sion - Brigue - Col du Simplon - Gondo
- A9 (Vallorbe-Lausanne-Brigue)  2 (Les Clées)